# Bernhard Bang
Bernhard Laurits Frederik Bang (7. juni 1848 i Sorø – 22. juni 1932 i København) var en dansk dyrlæge.
Han blev født i Sorø som søn af lærer Jacob Henrik Bang og Laura Louise Marie Josephine Moth.
I 1874 blev han gift med Anna Elisabeth Elise Klee, med hvem han fik børnene Edel, den senere overlæge Jacob Henrik, den senere dyrlæge Oluf og den senere ingeniør Axel Frederik.
Han opdagede Brucella abortus i 1897, senere kendt som Bang's bacille. Bangs bacille er årsag til den smitsomme Bangs sygdom (nu kendt som Brucellose), som kan forårsage abort hos køer (kalvekastning) og kalvekastningsfeber hos mennesker.
Bang blev cand.med. i 1880 og begyndte at undervise på Den Kongelige Veterinær- og Landbohøjskole. Senere blev han rektor for højskolen.
Sammen med A.W. Mørkeberg afsluttede Bang H.V. Stockfleths store værk Haandbog i Veterinærkirurgien.
1899 blev han medlem af Videnskabernes Selskab og i 1921 blev han bl.a. æresdoktor ved universitetet i Utrecht. Han var Storkorsridder af Dannebrog og Dannebrogsmand.
En vej på Frederiksberg, Bernhard Bangs Alle, er opkaldt efter ham.